# 欧比尼昂
欧比尼昂（法語：Aubignan，法語發音：[obiɲɑ̃]）是法国普罗旺斯-阿尔卑斯-蓝色海岸大区沃克吕兹省的一个市镇，属于卡庞特拉区。

## 地理
欧比尼昂（44°5'59"N, 5°1'31"E）面积15.7 平方千米，位于法国普罗旺斯-阿尔卑斯-蓝色海岸大区沃克吕兹省，该省份为法国东南部内陆省份，北起德龙省，西北接阿尔代什省，西接加尔省，南至罗讷河口省，东南角与瓦尔省接壤，东临上普罗旺斯阿尔卑斯省。
与欧比尼昂接壤的市镇（或旧市镇、城区）包括：博姆德沃尼斯、圣伊波利特-勒格拉韦龙、卡庞特拉、洛里奥勒迪孔塔、萨里扬。
欧比尼昂的时区为UTC+01:00、UTC+02:00（夏令时）。

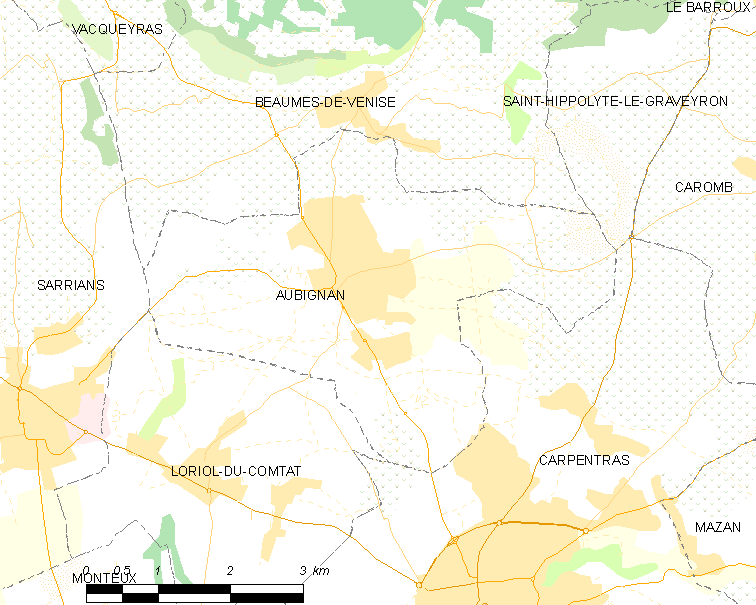
欧比尼昂的OSM定位图

## 行政
欧比尼昂的邮政编码为84810，INSEE市镇编码为84004。

## 政治
欧比尼昂所属的省级选区为卡庞特拉县。

## 人口

1962-2008年间欧比尼昂人口变化图示

欧比尼昂于2022年1月1日时的人口数量为5962人。